# Điện An
Điện An is een xã in het district Điện Bàn, een van de districten in de Vietnamese provincie Quảng Nam.
Điện An ligt aan de westelijke oever van de Vĩnh Điện. Een belangrijke verkeersader in Điện An is de Quốc lộ 1A.